# La Forteresse du mal
Ne doit pas être confondu avec La Forteresse noire.
La Forteresse du mal (titre original : Black Genesis) est un roman de science-fiction de L. Ron Hubbard. Il s'agit du deuxième tome du cycle de science-fiction intitulé Mission Terre, qui comprend les parties 12 à 19 des 92 parties de la suite romanesque.
« La Forteresse du mal », qui donne son titre au volume, est le nom de la base secrète extraterrestre des voltariens sur Terre, située en Turquie près d'Afyonkarahisar.

## Publications
Le roman a été publié aux États-Unis en mars 1986. Il a été par la suite réédité en 2004, puis en 2012 .
Il a été publié en France en 1988 aux éditions Presses de la Cité en grand format, puis en 1991 aux éditions Presses Pocket en format livre de poche. Les traducteurs sont Michel Demuth et Peter Berts.

## Thème de la série
Sur la planète Voltar, le chef des services secrets, le sinistre et mégalomane Lombar Hisst, a décidé d'envoyer sur la planète Blito P-3 (la Terre) un agent secret sans états d'âmes, Soltan Gris, chargé de le ravitailler en drogue, qu'il revend secrètement sur Voltar. Il charge aussi Soltan Gris de neutraliser Jettero Heller, un ingénieur de combat de la Flotte envoyé sur la Terre pour aider les humains à cesser de dégrader leur planète en la polluant et en la surexploitant. En effet, pour garantir l'approvisionnement régulier en drogue, il ne faut surtout pas que le gouvernement voltarien apprenne que les humains détruisent si rapidement leur planète qu'une intervention militaire s'avère nécessaire.
Arrivé sur Terre, Soltan Gris, être cupide et sans scrupules, va complètement et involontairement rater sa mission…
Les romans de la série ne sont pas dénués d'un certain humour sarcastique, lié en particulier au fait que le « méchant », Soltan Gris, qui est le narrateur du récit :
- d'une part ne s'aperçoit pas de l'idiotie ou de la non pertinence de ses propos, en commentant de manière totalement erronée le comportement de ses ennemis ou le sien,
- d'autre part est persuadé d'avoir un comportement professionnel excellent alors que le lecteur s'aperçoit que ses projets sont voués à l'échec.

Le narrateur du roman est Soltan Gris.

## Personnages
Personnages récurrents de la série
- Personnages apparaissant dans le roman
  - Soltan Gris : officier de l’Appareil de Coordination de l'Information (le « méchant ») ; narrateur du récit.
  - Jettero Heller (alias « Jerome Terrance Wister ») : ingénieur de combat de la Flotte spatiale (le « gentil »), compagnon de la comtesse Krak.

- Personnages cités mais n'apparaissant pas dans le roman
  - Lombar Hisst : directeur général de l'Appareil de Coordination de l'Information (le « méchant-en-chef »).
  - Comtesse Krak (Lissus Moam) : enseignante et dresseuse de léprodontes [2], compagne de Jettero Heller ; condamnée pour meurtre, elle est la sœur du comte Krak.

Autres personnages importants dans le volume
- Trapp : avocat de Delbert John Rockecenter.
- Faht : commandant de la base extraterrestre en Turquie.
- Miss Simmons : professeur d'écologie à l'université Empire.

Les mafieux
- Babe Corleone : chef d'une famille mafieuse.
- « Bang-Bang » Rimbombo : homme de main de Babe Corleone.
- Vantagio Meretrici : directeur du Gracious Palms (famille Corleone).
- Torpedo Fiaccola : tueur à gages de Trapp.
- Faustino Narcotici : chef d'une famille mafieuse ennemie des Corleone.
- « Bulldog » Grafferty : policier, homme de main de Faustino Narcotici.

Personnages secondaires
- Mary Schmeck : jeune femme droguée.
- Cretinsky et Cassglutch : agents corrompus du FBI.
- Stabb : capitaine du vaisseau spatial Remorqueur 1 / Prince Caucalsia.
- Raht et Terb : agents de l’Appareil de Coordination de l'Information sur Terre ; ils sont chargés par Lombar Hisst d'aider Soltan Gris à neutraliser Jettero Heller.

## Résumé

### Arrivée sur Terre et divers préparatifs
Parties 12 et 13.
Le voyage spatial n'a duré que trois jours, et le vaisseau Remorqueur 1 se pose sur Terre dans la base extraterrestre des Voltariens située en Turquie, à proximité de la ville d'Afyonkarahisar (« Afyon » dans le roman). Créée en 1920, la base est devenue, depuis l'accession de Lombar Hisst à la tête de l'Appareil en 1970 du calendrier terrien, un important centre de récolte et d'envoi d'opium vers Voltar. Soltan Gris fait la connaissance de Faht, le commandant de la base, et prend ses quartiers. Il lance une rumeur : Jettero Heller est chargé de débusquer et de liquider tous les délinquants qu'il trouvera dans ou hors de la base. Il est effrayé de constater que Lombar Hisst a mis sa menace à exécution : Gris est surveillé par un assassin-espion chargé de l'exécuter s'il ne remplit pas correctement sa mission. Il reçoit d'ailleurs de cet espion un message laconique, lui disant : « Lombar m'a dit de me rappeler à vous de temps en temps »…
Moyennant le versement d'une somme de 5 000 dollars, Gris « achète » une jeune femme terrienne nubile et vierge nommée Utanc. Elle n'apparaîtra pas physiquement dans ce tome, mais dans le suivant.
Pendant ce temps, Jettero Heller est sorti de la base et s'est promené dans les environs. Il remarque les grands champs plantés de pavot (servant à la confection de l'héroïne) ; il est attaqué dans un café d'Afyon et riposte en état de légitime défense. Il procède à des analyses des produits trouvés dans les champs. Le narrateur, Soltan Gris, est au courant des faits et gestes de Heller grâce à des puces électroniques implantées secrètement dans le crâne de l'ingénieur de combat.

### Les premiers pas de Jettero Heller sur Terre: police, drogue, mafia, Trapp
Parties 14 à 17.
Soltan Gris active le Relais 831, ce qui lui permet, grâce aux mouchards implantés dans le crâne de l'ingénieur de combat, de suivre Heller à distance depuis la Turquie, voyant et entendant comme lui.
Heller fait ses premiers pas aux États-Unis et arrive en Virgine. Conformément à ce qui lui a dit Gris, il doit récupérer une copie de son acte de naissance dans une petite ville, Fair Oakes. Il ignore que son identité d'emprunt (« Delbert John Rockecenter Jr ») correspond à celle du fils supposé de Delbert John Rockecenter, l'homme le plus riche de la planète. Cette manœuvre a été faite intentionnellement par Lombar Hisst afin qu'Heller soit arrêté par la police sitôt son arrivée sur le territoire américain.
Cela ne manque pas : dès qu'il se présente pour récupérer le document, comme par hasard l'immeuble explose, tandis que les agents de police arrivent sur les lieux quelques minutes après. S'ensuit une course-poursuite au cours de laquelle Heller s'enfuit avec une jeune toxicomane, Mary Schmeck. Parvenant à se cacher, Heller achète une voiture d'occasion.
Il fait ensuite parvenir à Gris un courrier destiné à Tars Roke, l'astrographe privé de l'empereur de Voltar Cling-le-Hautain. Ce courrier est apparemment rédigé selon un certain code que Gris n'arrive pas à percer. Il apprend que Heller va envoyer régulièrement des rapports à son collègue et ami : si Roke ne reçoit plus le courrier, alors une mission d'enquête sera ouverte…
Gris est face à un dilemme : d'une part il doit impérativement faire échouer Heller, faute de quoi l'assassin-espion de Hisst l'exécutera ; d'autre part, si Heller ne fait plus parvenir ses messages à Roke, une invasion de la Terre par la Flotte spatiale pourrait intervenir.
Heller est interpellé par deux agents du FBI, Cassglutch et Cretinsky, qui en réalité sont à la solde de Rockecenter et veulent monnayer leur « prise » avec le milliardaire.
Les deux agents, qui ont contacté Trapp, l'avocat intime de Rockecenter, libèrent Heller et lui donnent une heure et un lieu de rendez-vous avec l'homme de loi. Heller s'y rend. Trapp lui remet une forte somme d'argent et de nouveaux papiers d'identité au nom de « Jerome Terrance Wister », en échange de quoi il demande à Heller — considéré par Trapp comme un habile escroc — de ne plus utiliser l'identité du fils putatif de Rockecenter. Heller accepte et parvient à déjouer un coup-fourré de Trapp qui avait donné des consignes pour faire exécuter Heller par un tueur d'élite (Torpedo Fiaccola) situé en haut de l'immeuble opposé. 
Heller demande ensuite à un chauffeur de taxi de le conduire à un hôtel ; ce dernier, à la suite d'une méprise de Heller (qui lui demande de le conduire « dans une maison »), l'amène au Gracious Palms, qui s'avère être un hôtel de passe réservé aux diplomates fréquentant le bâtiment de l'ONU. Heller y prend une chambre, ignorant que l'hôtel appartient à une famille mafieuse dirigée par Babe Corleone. Alors qu'il se trouve à l'hôtel, le bâtiment est attaqué par la bande rivale dirigée par Faustino Narcotici : Heller riposte et met hors d'état de nuire les assaillants.
Heller se rend ensuite au domicile de Torpedo Fiaccola, le tueur de Trapp, et s'arrange avec lui pour que sa sécurité soit garantie. On apprend incidemment que la jeune droguée, Mary Schmeck, est morte alors qu'elle était conduite à l'hôpital.
Babe Corleone, enchantée de savoir que Heller (« Jerome Terrance Wister ») a sauvé son établissement de la ruine, l'accueille chaleureusement et lui annonce qu'il aura droit à la meilleure chambre de l'hôtel Gracious Palms. Elle s'engage à lui payer une garde-robe du dernier cri et à lui payer une voiture.
Peu après, Heller détruit les entrepôts de Narcotici, l'ennemi juré de Babe Corleone, et met hors d'état de nuire un policier véreux à la solde de Narcotici. Babe est aux anges et dit à Heller qu'elle fera tout pour l’aider dans ses études d'ingénieur.
Heller, qui sur Terre a l'apparence d'un jeune homme de 17-18 ans, se rend à l'université Empire pour s'inscrire en cinquième année d’ingénierie nucléaire. Il y fait la connaissance de miss Simmons, une enseignante de l'université qui le prend immédiatement en grippe : elle déteste tous ceux qui s'intéressent à l'atome et à ses applications civiles ou militaires.

### Izzy Epstein, les mafieux et l'inscription à l'université Empire
Parties 18 et 19.
Grâce aux relations et à l’influence de Babe Corleone et en dépit de la farouche opposition de miss Simmons, Heller est admis à s'inscrire à l'université Empire. Souhaitant s'entourer d'un économiste ou d'un financier apte à l'aider dans ses projets futurs, il jette son dévolu sur un dénommé Izzy Epstein et sauve celui-ci alors qu'il voulait se suicider. Immédiatement, Heller l'instruit de ses intentions et Izzy se met au travail, rédigeant les statuts de plusieurs sociétés-écran ayant leurs sièges sociaux dans des paradis fiscaux. 
En suivant quasiment en direct les activités d'Heller, Soltan Gris est agacé de ne pas pouvoir comprendre les buts de l'ingénieur de combat. Pourquoi ce dernier achète-t-il deux véhicules ? Pourquoi les transforme-t-il avec, notamment, des matériaux issus de la planète Voltar ? Par ailleurs il est agacé de voir que Heller parvient à éviter les chicanes de miss Simmons : il se fait remplacer aux activités de la Préparation militaire supérieure d'officier de réserve par Bang-Bang Rimbombo, un membre du clan Corleone ; il enregistre les cours ; grâce à des techniques voltariennes d'hypnose, Heller apprend en quelques jours le programme d'études de la cinquième année d’ingénierie.
Raht et Terb sont les deux agents de l’Appareil de Coordination de l'Information, chargés par Lombar Hisst d'aider Soltan Gris à suivre et neutraliser Jettero Heller. Ils ont installé une balise-mouchard dans la veste de l'ingénieur. Mais Babe Corleone ayant procédé au changement de tous les habits du jeune homme, Raht et Terb se mettet à suivre les pérégrinations d'un clochard qui porte désormais les habits d'Heller, ce qui donne lui à des scènes comiques : Soltan Gris connaît très exactement les activités d'Heller, et reçoit régulièrement des rapports de filature de Raht et Terb complètement erronés.
La rentrée ayant lieu, Heller commence à suivre ses cours. L'un des tout premiers est une matière obligatoire, « Observation de la nature », dont l'enseignante est justement miss Simmons. Celle-ci utilise son cours pour faire passer auprès de ses étudiants des idées gauchistes et ultra-écologistes — manifestement en dehors de la réalité — tandis qu'Heller s'intéresse durant le cours à un pélican blessé, miss Simmons s'en prend à lui à plusieurs reprises. Après le cours, Heller suit l'enseignante qui prend le métro. Elle est ensuite prise à partie par un groupe de loubards qui affichent clairement leur intention de la violer sauvagement, et peut-être de la tuer. Heller intervient, tue plusieurs agresseurs et blesse grièvement les autres. Il emmène miss Simmons chancelante à l'hôpital le plus proche et la remet aux médecins. Néanmoins, Miss Simmons n'éprouve aucune gratitude pour Heller, le traitant d'assassin et de sadique.

## Les moteurs «Y avait - Y aura» du vaisseauRemorqueur 1
L'auteur explique le mode de propulsion des moteurs « Y avait - Y aura » dans le chapitre 4 de la 12e partie. C'est l'ingénieur de combat Jettero Heller qui explique à Soltan Gris :
« À moins d'entrer en interférence avec la vie, c'est le temps qui modèle l'univers. C'est lui qui détermine les orbites atomiques, la chute des météorites, la rotation des planètes, les phases des soleils. Tout est pris dans le cycle inexorable du temps. (…) C'est le temps qui décide qu'un événement existera dans le futur. Heureusement, on peut arriver à découvrir comment le futur est déterminé. Le temps a ce que l'on pourrait appeler des pistes latérales - une espèce de contrepoint harmonique. Jusqu'à vingt-quatre heures dans l'avenir, nous sommes en mesure de lire correctement ce que le temps va produire. (…) Au centre de n'importe quel système Y avait - Y aura, il y a un moteur ordinaire à distorsion qui fournit l'énergie et influence l'espace. Il y a aussi un senseur, qui ressemble beaucoup au viseur temporel, mais en beaucoup plus gros. Il lit dans le temps et détecte les points où il trouvera une masse. Le moteur produit alors une masse synthétique que le temps perçoit comme étant aussi importante que la moitié d'une planète. Le moteur ordinaire, alors, pousse cette masse apparente contre le temps lui-même. Mais, selon le schéma temporel, cette masse, apparemment énorme, ne devrait pas se trouver là. Le temps la rejette. Et c'est ce rejet qui donne la poussée. Mais bien sûr, la poussée est trop forte puisque la masse est synthétique. Ce qui fait que la base du moteur est littéralement lancée à travers l'espace. Vous devez percevoir une légère instabilité. Le vaisseau a tendance à tressauter. C'est parce que le système fonctionne de manière intermittente. Dès que le moteur est lancé, il adresse un autre message faux dans le temps et il est donc relancé. (…) Les senseurs lisent la nouvelle donnée temporelle, la masse synthétique est une fois encore poussée sur le temps, le temps la rejette. « Y aura », dit le synthétiseur de masse. Mais le temps insiste : « Y avait ». Et ainsi de suite. Et la vitesse augmente simplement vers l'infini. Il n'existe aucun effet de friction en dehors du sillage énergétique, aucun travail physique, ce qui fait qu'il n'y a aucun gaspillage de carburant. Le vaisseau va dans la direction opposée à l'orientation du moteur central du convertisseur Y avait - Y aura. (…) Notre vitesse moyenne est de 819 406 000 kilomètres/seconde. À mi-parcours, notre vitesse maximale, avant que nous décélérions, a été de 1 639 111 000 kilomètres/seconde. Ce qui est très faible en vérité, puisque le trajet est à peine de vingt-deux années-lumière. Dans les voyages intergalactiques, (…) les vitesses sont bien plus élevées. Je vous l'ai dit : c'est la distance qui détermine la vitesse. (…) »
— La Forteresse du mal, édition Presses Pocket, n°5442, 1991, p. 42 à 46

## Prologues

### Extrait de la «Mise en garde du censeur voltarien»
Le roman est précédé par une « Mise en garde du Censeur voltarien », dénommé Lord Invay.

### Extrait de la «préface du traducteur voltarien»
Le roman comprend une « préface du traducteur voltarien », un robot prénommé 54-Charli neuf. Le robot-traducteur explique notamment quelles furent les difficultés de sa tâche.

## Les dernières phrases des parties 12 à 19
- « J'allai me coucher en fredonnant. Pendant qu'Heller, lui, revenait en boitant vers la base. Seul, sans un sou, sans un ami. »  (dernières phrases de la partie 12)
- « Je jubilais. J'étais débarrassé d'Heller ! Je brûlais de me retrouver devant mon écran pour voir tout ce qui allait lui arriver. Pauvre (enbipé) ! Après tous les ennuis qu'il m'avait causés ! »  (dernières phrases de la partie 13)
- « Si quoi que ce soit arrivait à Heller avant que je me procure cette plaque, j'étais cuit ! »  (dernière phrase de la partie 14)
- « Je me dis qu'un séjour dans les Enfers serait mille fois préférable au sort qui m'attendait ! » (dernière phrase de la partie 15)
- « Ils croisèrent bientôt les voitures de pompiers qui fonçaient vers le sinistre dont les flammes s'élevaient haut dans le ciel. »  (dernière phrase de la partie 16)
- « Je pris mon verre de sira et le vidai d'un trait. A ta santé, Trapp ! Heller progresserait très lentement, désormais ! »  (dernières phrases de la partie 17)
- « Ah, on pouvait dire qu'Heller roulait son monde : il avait réussi à faire croire à tous ces (bips) qu'il était quelqu'un. C'était insupportable. Tous ces (bips) d'applaudissements ! »  (dernières phrases de la partie 18)
- « Et même s'ils lui faisaient suivre un traitement psychiatrique, ça ne changerait strictement rien à son état. La psychiatrie n'a jamais pu changer quelqu'un en bien. »  (dernières phrases de la partie 19) [3]